# 사건반장
《사건반장》은 JTBC에서 매주 평일 오후 7시 50분에 방송 중인 사건 전문 시사 뉴스쇼 프로그램이다.

## 개요
방송 직전 오후 7시 33분에 유튜브 전용 코너로 《사반가족회의》가 15분간 방송되며, 다음날 일요일 밤 12시에 《위클리 사건반장》이 방송되었다. 2024년 3월 11일부터 평일 오후 7시 50분으로 변경되어 방송된다. 다만, 공휴일에는 방송되지 않는다.

## 방송 시간
※ 공휴일 일부, 중계 방송 및 특집 프로그램으로 인해 결방 또는 편성 변경될 수 있다.
- 월요일 ~ 금요일 오후 7시 50분 ~ 8시 50분 (1시간)

## 앵커
| 대수 | 진행자             | 방송 기간                          | 비고  |
| ---- | ------------------ | ---------------------------------- | ----- |
| 1대  | 박종권 기자        | 2014년 9월 22일 ~ 2015년 12월 31일 |       |
| 2대  | 박성준 前 아나운서 | 2016년 7월 26일 ~ 2020년 1월 10일  | [ 2 ] |
| 3대  | 박혜진 前 아나운서 | 2020년 1월 28일 ~ 2020년 4월 10일  |       |
| 4대  | 송민교 아나운서    | 2020년 4월 13일 ~ 2020년 7월 17일  |       |
| 5대  | 표창원 경찰학자    | 2020년 7월 20일 ~ 2020년 12월 4일  |       |
| 6대  | 양원보 기자        | 2020년 12월 7일 ~ 현재             |       |

## 시청률
2022년 개편 이후, 평일 저녁(퇴근길) 시간대의 꾸준히 평균 시청률 2~3% 유지되고 있고 최고시청률은 4.3%이다.

## 결방
- 2024년 4월 10일 : 제22대 국회의원 선거 후보자 토론회 중계 방송 인해 결방

## 타이틀 변천사
| 기수 | 프로그램 타이틀     | 방송 기간                          |
| ---- | ------------------- | ---------------------------------- |
| 1기  | 3시 상황실 사건반장 | 2014년 9월 22일 ~ 2014년 12월 31일 |
| 2기  | 4시 상황실 사건반장 | 2015년 1월 1일 ~ 2015년 9월 27일   |
| 3기  | 4시 사건반장        | 일자 미상 ~ 일자 미상              |
| 4기  | 사건반장            | 일자 미상 ~ 2020년 7월 19일        |
| 5기  | 표창원의 사건반장   | 2020년 7월 20일 ~ 2020년 12월 6일  |
| 6기  | 사건반장            | 2020년 12월 7일 ~ 현재             |

## 경쟁 프로그램
- KBS 1TV 일일 드라마 (KBS 1TV)
- KBS 2TV 일일 드라마 (KBS 2TV)
- KBS 2TV 수목 드라마 (KBS 2TV)
- KBS 2TV 주말 드라마 (KBS 2TV)
- MBC 일일 드라마 (MBC TV)
- 순간포착 세상에 이런 일이 (SBS TV)
- 생활의 달인 (SBS TV)
- 꼬리에 꼬리를 무는 그날 이야기 (SBS TV)
- 실화탐사대 (MBC TV)
- 싱크로유 (KBS 2TV)
- 놀면 뭐하니? (MBC TV)
- 미운 우리 새끼 (SBS TV)
- 슈퍼맨이 돌아왔다 (KBS 2TV)
- 살림하는 남자들 (KBS 2TV)

## 같이 보기
- 사